# Communauté de communes des vallées d'Azur
La communauté des vallées d'Azur est une ancienne structure intercommunale regroupant seize communes des Alpes-Maritimes. Son siège se trouvait à Puget-Théniers. Créée fin 2001, elle disparaît avec la création de la communauté de communes des Alpes d'Azur le 1er janvier 2014.

## Histoire
La communauté de communes des vallées d'Azur est créée à la fin de l'année 2001. Le nouveau schéma départemental de coopération intercommunale, mis en place le 1er janvier 2014, aboutit à sa disparition. Elle est en effet regroupée au sein d'une structure intercommunale plus étendue : la communauté de communes des Alpes d'Azur.

### Présidents
| Nom | Nom          | Parti | Début | Fin              | Fonctions               |
| --- | ------------ | ----- | ----- | ---------------- | ----------------------- |
|     | Robert Velay | UMP   | 2001  | 31 décembre 2013 | Maire de Puget-Théniers |

## Composition
1. Ascros
2. Auvare
3. La Croix-sur-Roudoule
4. La Penne
5. Lieuche
6. Malaussène
7. Massoins
8. Pierlas
9. Puget-Rostang
10. Puget-Théniers
11. Rigaud
12. Saint-Antonin
13. Saint-Léger
14. Thiéry
15. Touët-sur-Var
16. Villars-sur-Var